# 아르데아
아르데아(이탈리아어: Ardea)는 이탈리아 라치오주 로마현에 위치한 코무네다. 로마로부터 남쪽 22km 거리에 있다.

## 자매 도시
- 그리스 아르고스
- 독일 릴라징겐보르블링겐[1]